# Dwerghaaregel
De dwerghaaregel (Hylomys parvus)  is een zoogdier uit de familie van de egels (Erinaceidae). De wetenschappelijke naam van de soort werd voor het eerst geldig gepubliceerd door Robinson & Kloss in 1916.

## Voorkomen
De soort komt voor in Indonesië.